# (6486) 1991 FO
1991 أف أو (ويعرف أيضًا باسم (6486) 1991 أف أو وفق تسمية الكوكب الصغير) (بالإنجليزية: 1991 FO)‏ هو كويكب ضمن حزام الكويكبات؛ وترتيبه 6486 من حيث الاكتشاف.
اكتُشف هذا الجُرم الفلكي بواسطة اليانور إف. هيلين في 17 مارس 1991.

## وصلات خارجية
- (6486) 1991 FO في قاعدة بيانات مختبر الدفع النفاث لأجرام النظام الشمسي الصغيرة

- الاكتشاف · مخطط المدار ·  العناصر المدارية · المعلمات المادية

- (6486) 1991 FO على موقع ويكي سكاي: DSS2, SDSS, GALEX, IRAS, Hydrogen α, X-Ray, Astrophoto, Sky Map, Articles and images